# Jan Michał Chrzanowski
Jan Michał Chrzanowski herbu Rogala – cześnik lidzki w latach 1691–1724.
W 1697 roku był elektorem Augusta II Mocnego z województwa wileńskiego.